# 贝尔奈
贝尔奈（法語：Bernay，法語：[bɛʁnɛ] ⓘ），法国西北部城市，诺曼底大区厄尔省的一个市镇，同时也是该省的一个副省会，下辖贝尔奈区，其市镇面积为24.03平方公里，2022年1月1日时人口数量为9,801人，是该省人口第六多的市镇，在法国城市中排名第1,014位。
贝尔奈位于厄尔省西部，沙朗托讷河畔，是法国艺术与历史之城。贝尔奈始建于中世纪中期，在法国大革命以前长期为诺曼底内陆地区的重要商业集镇，现代为一个区域性的中心城市，芒特拉若利－瑟堡铁路和多条省道在此交汇。

## 地名来源
“贝尔奈”一名最初于公元11世纪以“Brenaico”的形式被记载，法国语言学家阿尔贝·多扎认为该名称来源于高卢人物“Brennos”，而历史学家弗朗索瓦·德博勒派尔（François de Beaurepaire）则认为“贝尔奈”当中的“bren-”词首来源于古拉丁语，意为“沼泽附近的土地”。

## 历史

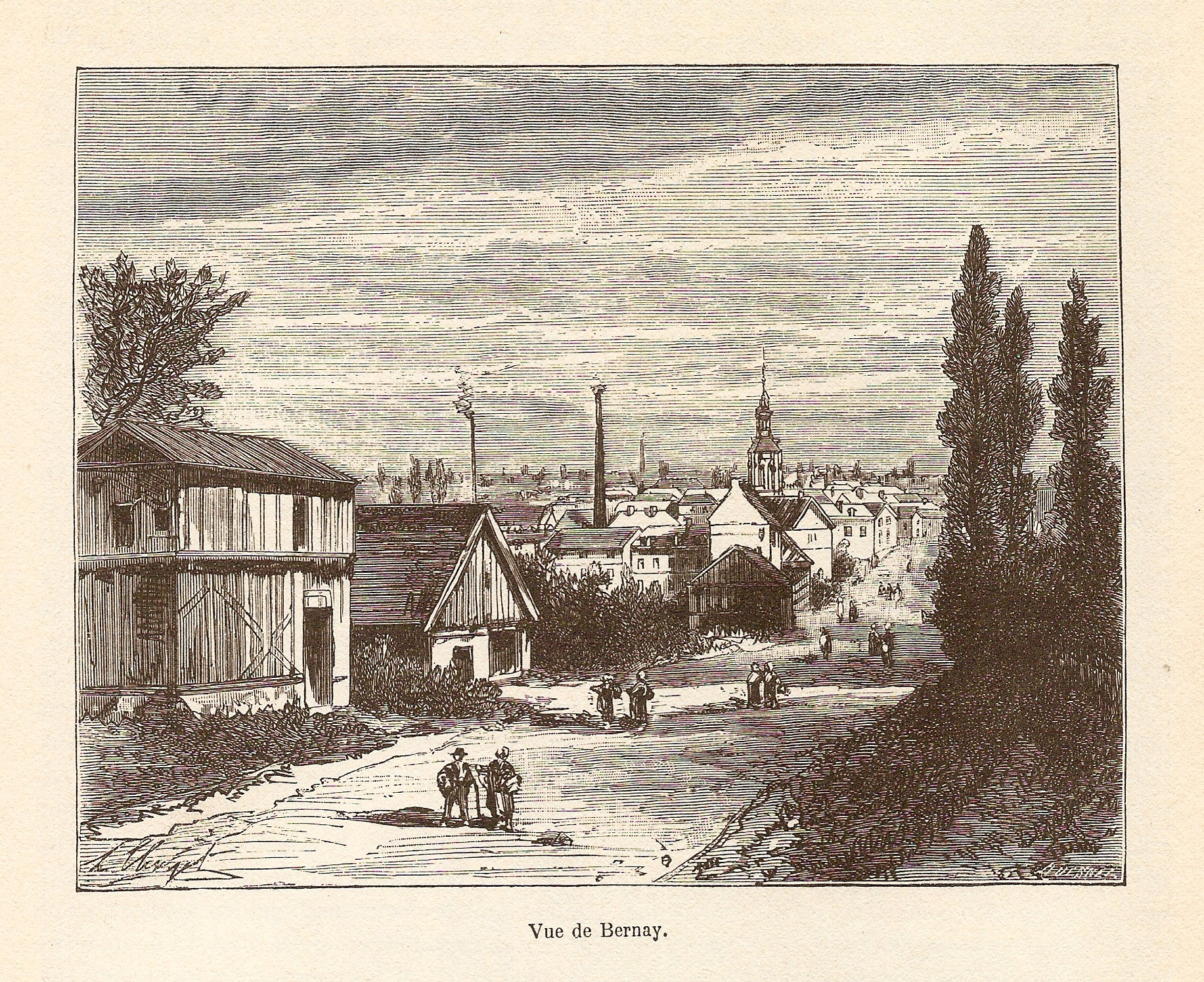
19世纪末的贝尔奈

贝尔奈始建于中世纪中期，彼时，其所在的区域为诺曼人统治的诺曼底公国。公元十世纪末，诺曼底公爵理查二世将贝尔纳附近区域赐给了其妻瑞迪特，她在当地的一处高地上修建了圣母修道院，此后，一座城池逐渐在修道院附近形成，并发展成为一个区域性的商业重镇。13世纪初，卡佩王朝征服了诺曼底，贝尔纳成为埃夫勒伯国的一部分，并成为诺曼底地区重要的宗教朝圣地。自中世纪末至18世纪，贝尔奈长期为诺曼底内陆最重要的商业城市之一。法国大革命后，贝尔奈成为厄尔省的一个市镇，而该省的行政中心则设在了地理位置居中的埃夫勒，贝尔纳仅为副省会，此举间接引发了贝尔奈的衰落。工业革命期间，连接巴黎和瑟堡的铁路从贝尔奈经过。二战时期，贝尔奈被纳粹德军占领，联军于1944年登陆诺曼底，贝尔奈被设为一个伤员收留所，埃尔温·隆美尔曾被安置于此。同年7月26日，贝尔奈遭到猛烈轰炸，造成29名居民身亡，战后重建工作持续了十余年。2012年，贝尔奈被法国文化部评为“艺术与历史之城”。

## 地理

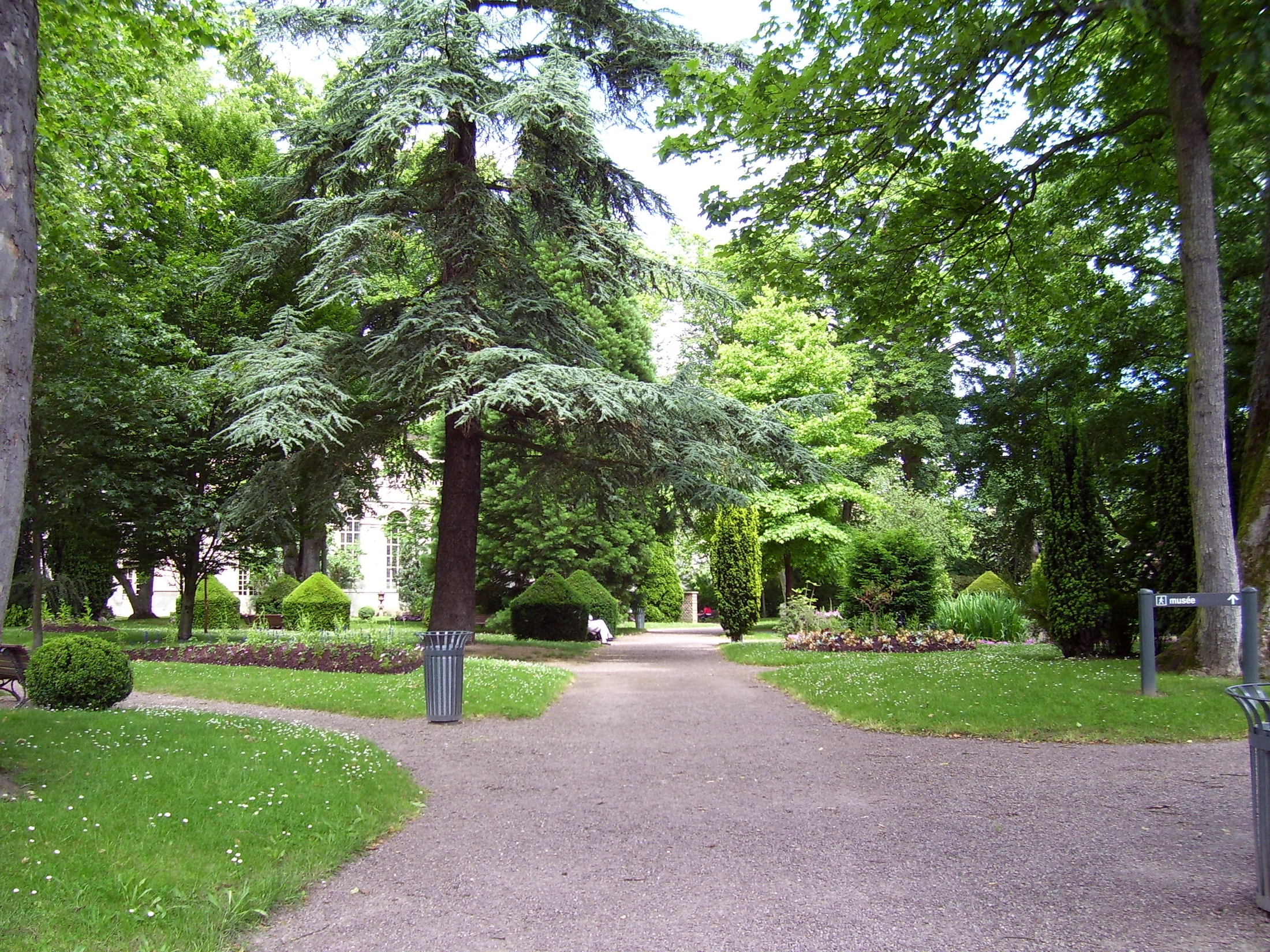
贝尔奈市区的一处绿地公园

贝尔奈位于法国西北部，诺曼底大区中部和厄尔省西部，距离省会埃夫勒大约47公里。与贝尔奈接壤的市镇包括：卡奥尔什-圣尼古拉、库尔贝皮讷、方丹拉贝、格朗康、梅讷瓦勒、乌什地区特雷桑、圣马丹迪蒂约勒。

### 地形
贝尔奈位于诺曼底丘陵腹地，境内以浅丘为主，市中心位于一处河谷附近，部分街道有明显的起伏，全境海拔在87到173米之间。

### 水文
沙朗托讷河自西南向东北流经境内，该河是里勒河的支流，属于塞纳河流域。

### 植被
贝尔奈属于温带落叶林区，修道院花园（Jardin de l'Abbaye）是当地主要的绿地公园，林地则广泛分布于河流两岸。

### 气候
贝尔奈在柯本气候分类法中属于温带海洋性气候。
贝尔奈境内设有气象站，以下为该气象站的数据（其中日照数据取自埃夫勒）：
| 贝尔奈1981年－2019年 | 贝尔奈1981年－2019年 | 贝尔奈1981年－2019年 | 贝尔奈1981年－2019年 | 贝尔奈1981年－2019年 | 贝尔奈1981年－2019年 | 贝尔奈1981年－2019年 | 贝尔奈1981年－2019年 | 贝尔奈1981年－2019年 | 贝尔奈1981年－2019年 | 贝尔奈1981年－2019年 | 贝尔奈1981年－2019年 | 贝尔奈1981年－2019年 | 贝尔奈1981年－2019年 |
| 月份                 | 1月                  | 2月                  | 3月                  | 4月                  | 5月                  | 6月                  | 7月                  | 8月                  | 9月                  | 10月                 | 11月                 | 12月                 | 全年                 |
| -------------------- | -------------------- | -------------------- | -------------------- | -------------------- | -------------------- | -------------------- | -------------------- | -------------------- | -------------------- | -------------------- | -------------------- | -------------------- | -------------------- |
| 历史最高温 °C（°F）  | 16.5 (61.7)          | 21.5 (70.7)          | 25 (77)              | 29.5 (85.1)          | 31.5 (88.7)          | 36 (97)              | 37.5 (99.5)          | 38.5 (101.3)         | 34.5 (94.1)          | 29.5 (85.1)          | 24 (75)              | 17.5 (63.5)          | 38.5 (101.3)         |
| 平均高温 °C（°F）    | 7 (45)               | 8.2 (46.8)           | 11.8 (53.2)          | 15 (59)              | 18.6 (65.5)          | 21.6 (70.9)          | 24 (75)              | 24 (75)              | 20.6 (69.1)          | 15.8 (60.4)          | 10.5 (50.9)          | 7.2 (45.0)           | 15.4 (59.7)          |
| 日均气温 °C（°F）    | 4 (39)               | 4.4 (39.9)           | 7.2 (45.0)           | 9.4 (48.9)           | 12.9 (55.2)          | 15.7 (60.3)          | 18 (64)              | 17.9 (64.2)          | 14.9 (58.8)          | 11.3 (52.3)          | 7 (45)               | 4.4 (39.9)           | 10.6 (51.1)          |
| 平均低温 °C（°F）    | 1 (34)               | 0.6 (33.1)           | 2.5 (36.5)           | 3.7 (38.7)           | 7.2 (45.0)           | 9.9 (49.8)           | 12.1 (53.8)          | 11.8 (53.2)          | 9.1 (48.4)           | 6.9 (44.4)           | 3.6 (38.5)           | 1.5 (34.7)           | 5.8 (42.4)           |
| 历史最低温 °C（°F）  | −20.5 (−4.9)         | −15.5 (4.1)          | −14.5 (5.9)          | −4.5 (23.9)          | −2.2 (28.0)          | −0.4 (31.3)          | 4 (39)               | 2 (36)               | −1 (30)              | −6 (21)              | −9.5 (14.9)          | −13.5 (7.7)          | −20.5 (−4.9)         |
| 平均降水量 mm（）    | 74.4 (2.93)          | 60.3 (2.37)          | 63.9 (2.52)          | 56.8 (2.24)          | 60.1 (2.37)          | 60.2 (2.37)          | 55.4 (2.18)          | 50 (2.0)             | 66.7 (2.63)          | 75.1 (2.96)          | 71.6 (2.82)          | 86.3 (3.40)          | 780.8 (30.74)        |
| 月均日照時數         | 65.6                 | 79.9                 | 122.4                | 166.6                | 192.1                | 212.4                | 216.3                | 205                  | 169.6                | 122.1                | 72.7                 | 59.8                 | 1,684.5              |
| 来源：infoclimat.fr  |                      |                      |                      |                      |                      |                      |                      |                      |                      |                      |                      |                      |                      |

## 行政区划
贝尔奈是法国诺曼底大区厄尔省的一个市镇，编号为27056，它也是厄尔省的一个副省会。贝尔奈下辖贝尔奈区，隶属于厄尔省第三选区，管理贝尔奈县，同时也是贝尔奈诺曼底土地市镇公共社区的办公驻地。
法国国家统计与经济研究所（简称）在进行数据统计时，将贝尔奈及相邻的另外一个市镇设为贝尔奈城市核心区，并将包括核心区在内的周边共9个市镇划为贝尔奈城市区。自2020年起，贝尔奈城市区被包含36个市镇的贝尔奈城市辐射区代替。同时，还将贝尔奈市镇分为了5个“块区”（IRIS），以便于统计人口分布情况。

## 交通

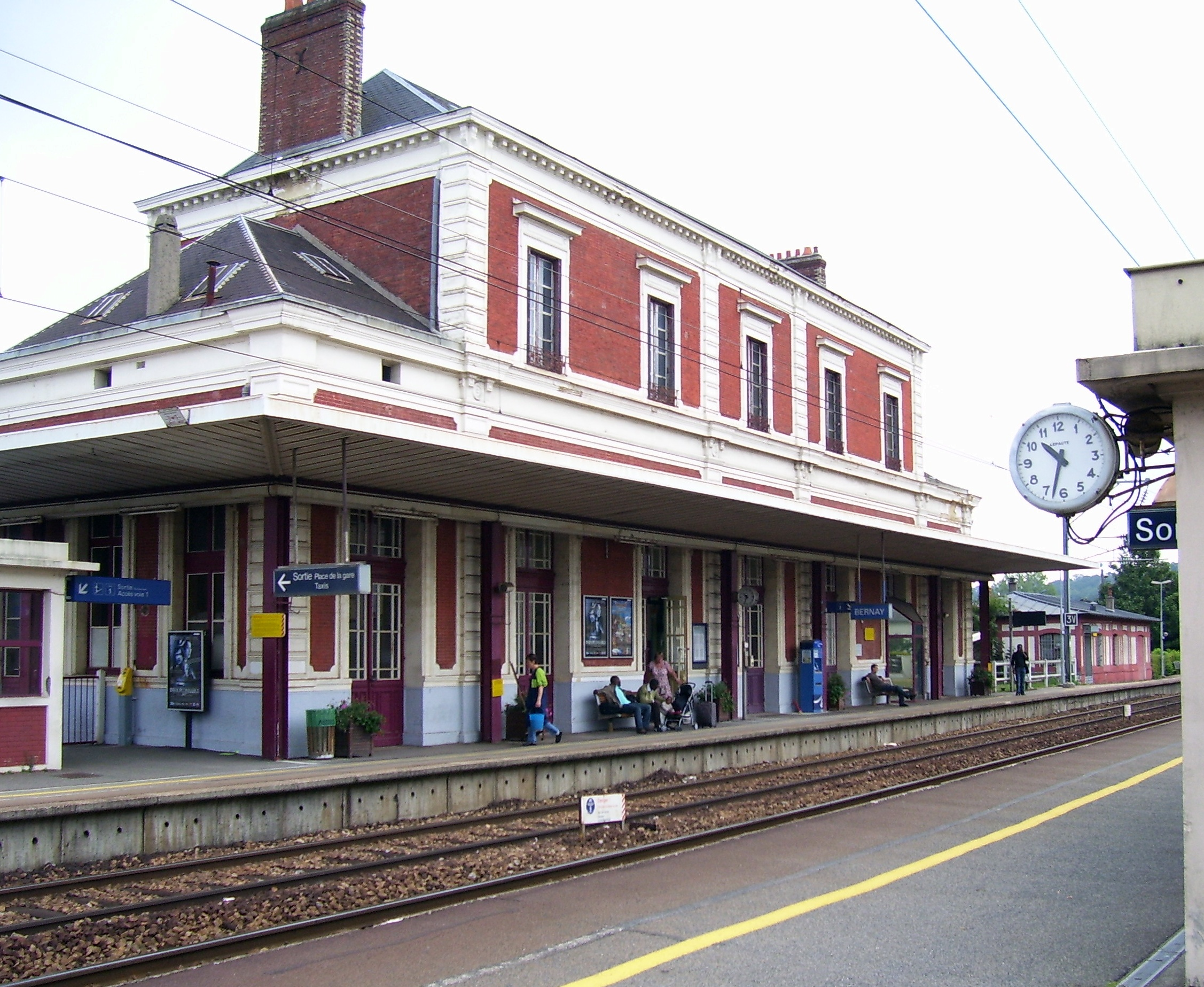
贝尔奈火车站的站台和主站房

### 公路
距离贝尔奈最近的高速公路为A28高速公路，其14号出入口距离贝尔奈市区大约6公里，此外多条厄尔省省道在贝尔奈境内交汇。诺曼底大区下属的城际客运提供巴士线路，可前往周边部分市镇。
2017年，65.5%的贝尔奈家庭拥有至少一辆的私人汽车。2019年，贝尔奈境内共发生各类交通事故4起，造成7人受伤。

### 铁路
贝尔奈位于芒特拉若利－瑟堡铁路上。贝尔奈站位于市区中部，该站停靠前往巴黎、卡昂和鲁昂三个方向的区域列车。

### 航空
贝尔奈距离勒阿弗尔机场和卡昂机场的公路里程分别为74和88公里。

### 城市公共交通
贝尔奈城市公共交通（商业名称为）是当地的城市公共交通系统，由贝尔奈市政府提供。截至2021年3月，该系统共包括两条公交线路，路网覆盖了贝尔奈市区内的主要街道和居民区。

## 政治

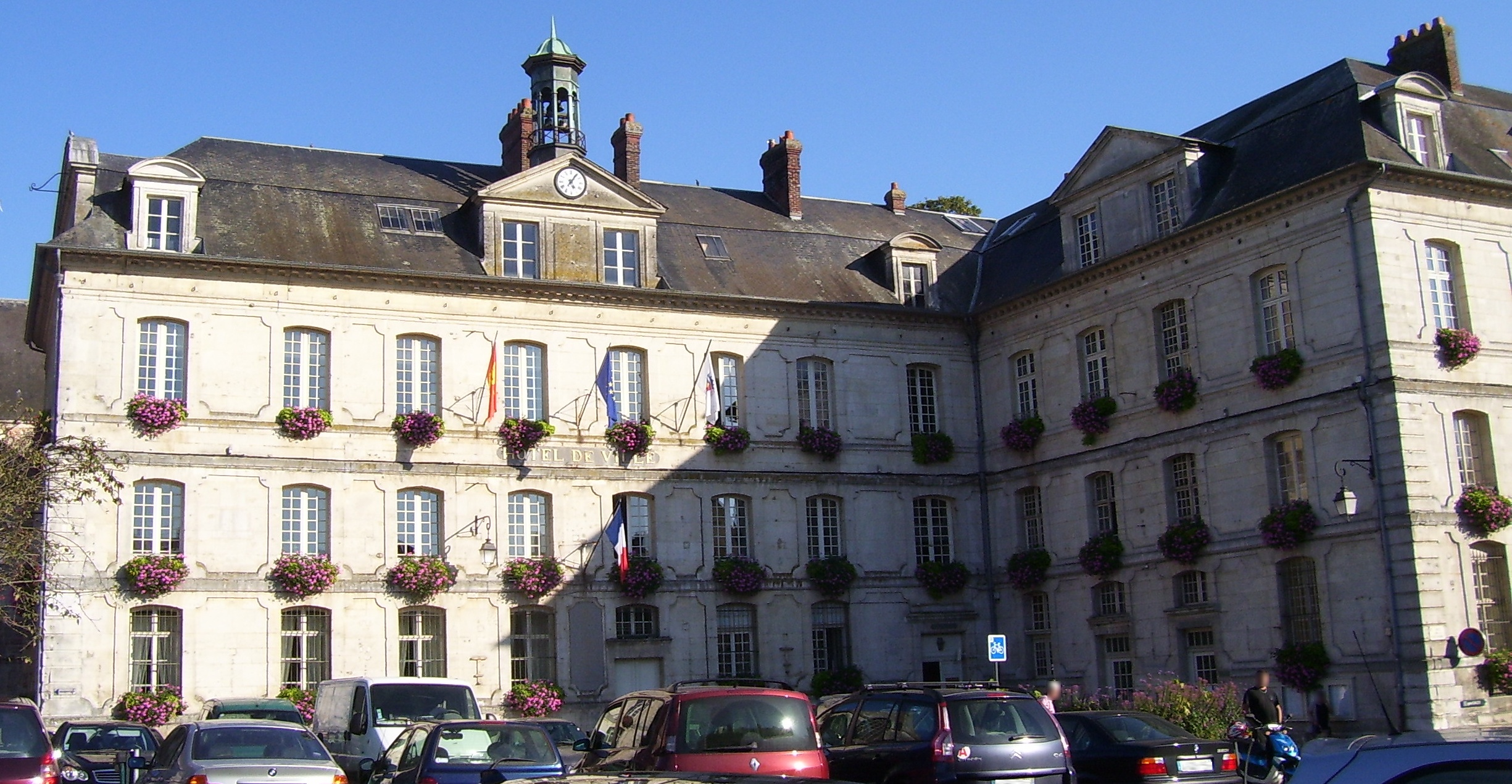
贝尔奈市政厅

贝尔奈的现任市长为玛丽-丽娜·瓦尼耶女士（Marie-Lyne Vagner），她是一名左翼无党派人士，在2020年的市政选举中获得了40.2%的支持率。
在2017年的法国总统大选中，法国第25任总统埃马纽埃尔·马克龙在贝尔奈获得了63.7%的支持率。
| 贝尔奈历届市长 |                  |                           |
| 任期           | 市长             | 党派                      |
| 1944年－1981年 | 居斯塔夫·埃翁    | GD左翼民主党              |
| 1981年－1983年 | 玛丽-露易丝·埃梅 | UDF法国民主联盟           |
| 1983年－2003年 | 若埃尔·布尔丹    | UMP人民运动联盟           |
| 2003年－2016年 | 埃尔韦·莫雷      | UDI民主人士和独立人士联盟 |
| 2016年－2020年 | 让-于格·博纳米   | UDI民主人士和独立人士联盟 |
| 2020年－       | 玛丽-丽娜·瓦尼耶 | DVG左翼无党派人士         |

## 人口
2018年，贝尔奈市镇人口数量为9,951，在法国排名第1,014位。其中男性4,572人，女性5,513人，75岁及以上人口占12.2%，外籍人口数量为2,659人，人口密度为414人/平方公里，当地居民被称为（男性）或（女性）。2019年，贝尔奈境内出生80人，死亡人口182人。
| 年份   | 1936  | 1946  | 1954  | 1962  | 1968   | 1975   | 1982   | 1990   | 1999   | 2006   | 2011   | 2016   | 2018  |
| ------ | ----- | ----- | ----- | ----- | ------ | ------ | ------ | ------ | ------ | ------ | ------ | ------ | ----- |
| 人口數 | 7,783 | 8,174 | 8,798 | 9,349 | 10,009 | 10,539 | 10,548 | 10,582 | 11,024 | 10,635 | 10,288 | 10,392 | 9,951 |

## 经济
贝尔奈是一个区域性的中心城市，当地共有各类用人单位1,645家，平均历史为18年，其中98.97%为中小型企业（PME）。（大型零售）、（包装）及（特种机械生产）是当地2019年营业额最高的三个企业，分别为26,888,947欧元、9,938,422欧元和7,473,948欧元。

## 财政收入
2019年，贝尔奈的财政收入总额为13,797,500欧元，财政支出总额为12,321,400欧元，当年的债务总额为15,814,400欧元。
2015年，贝尔奈的人均月收入总额为2,274欧元，其中高级职员为4,137欧元，中级职员为2,615欧元，普通职员为1,847欧元。
2017年，贝尔奈境内的青壮年（15至64岁）失业率为20.8%，当地43.5%的家庭拥有纳税资格。

## 社会事务

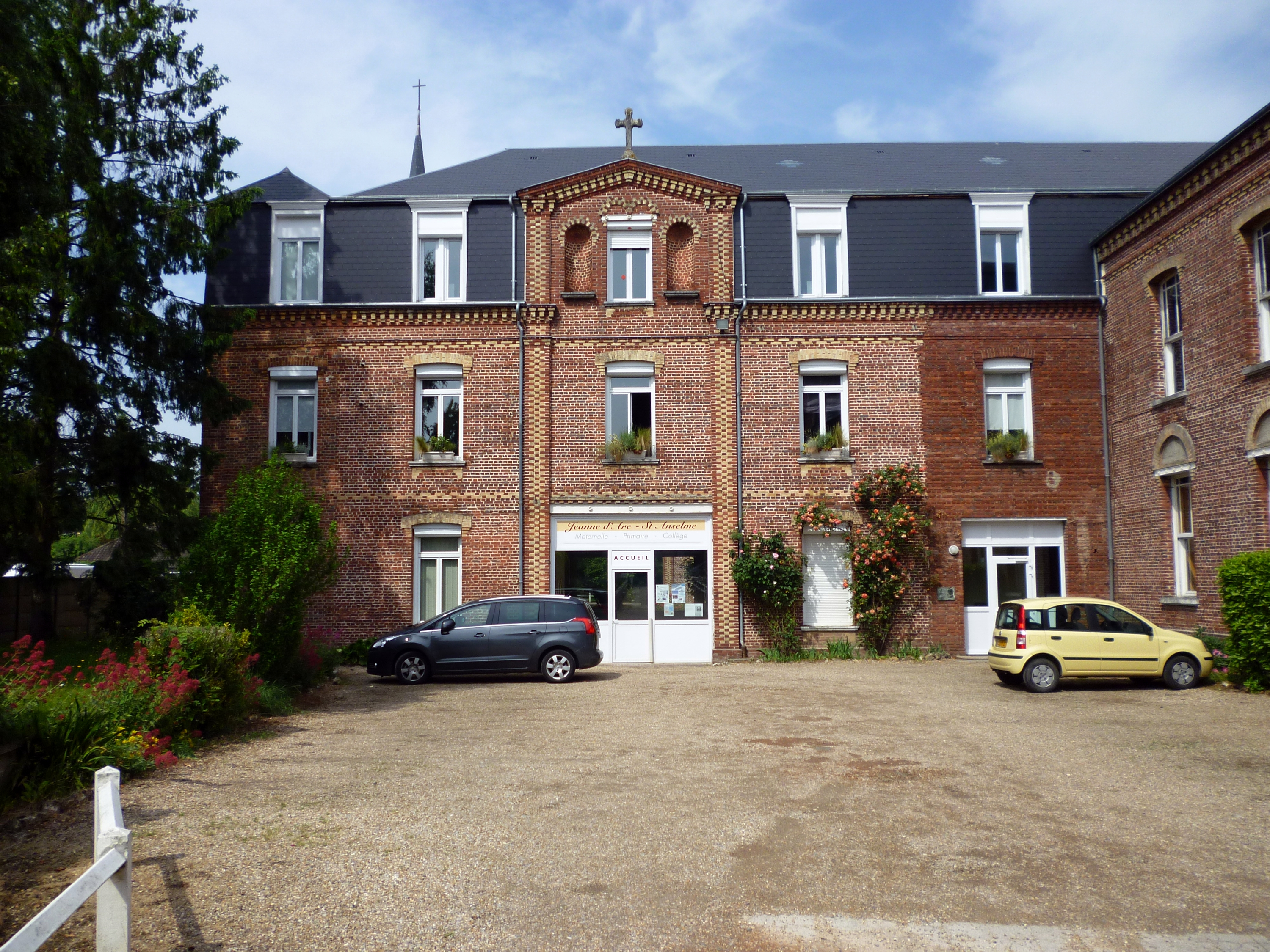
圣女贞德学校

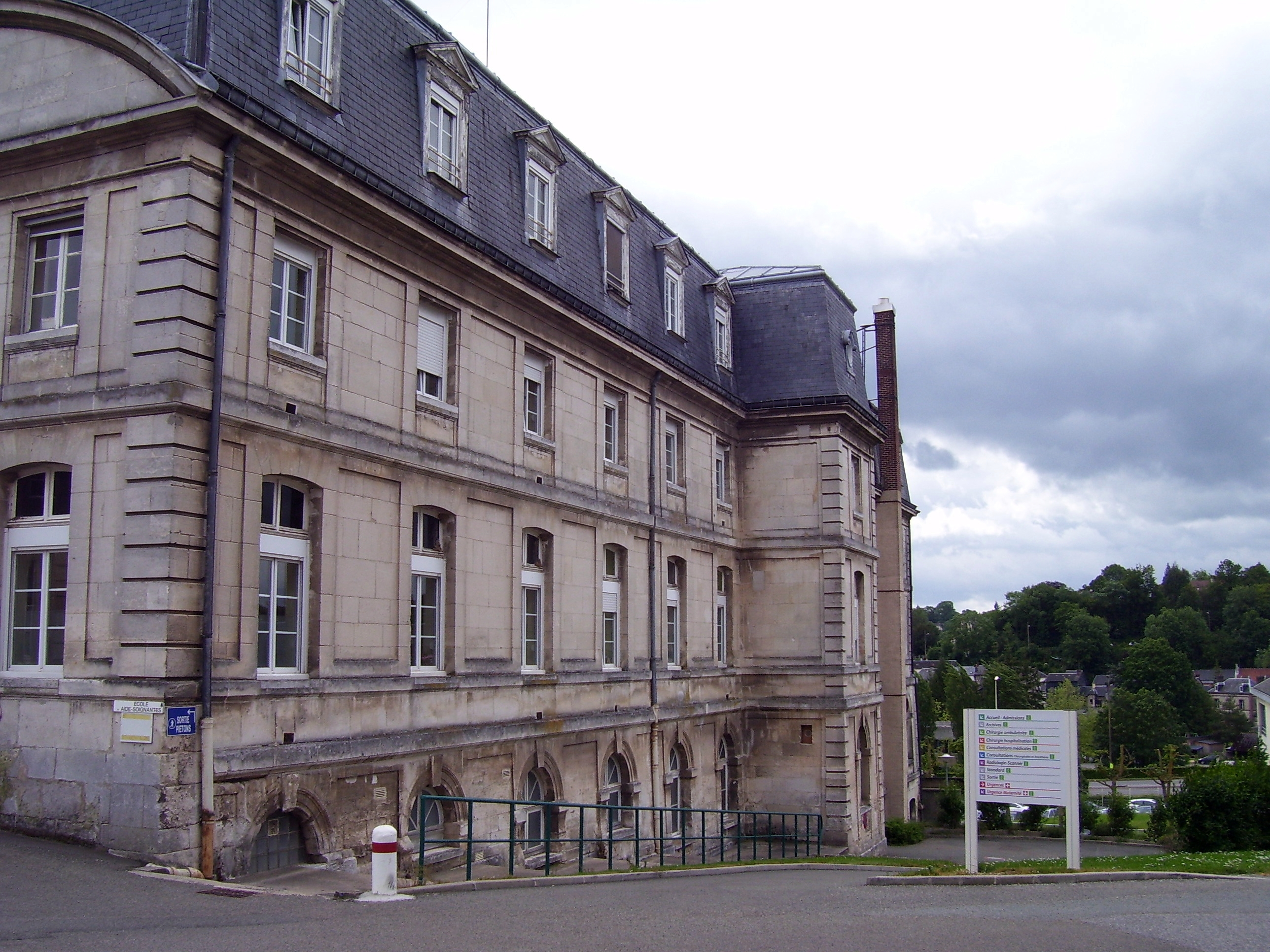
贝尔奈中心医院

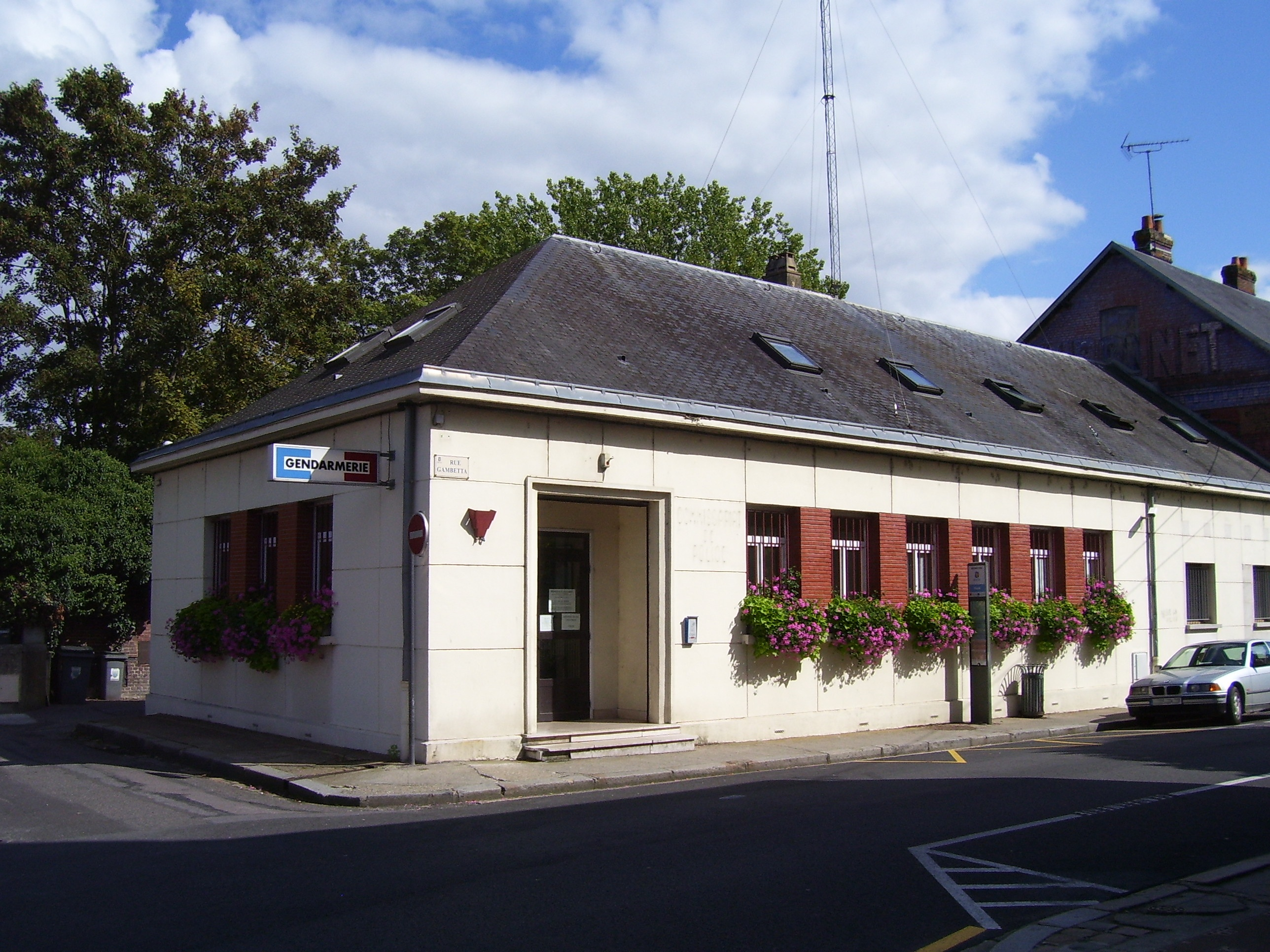
贝尔奈宪兵站

### 教育
贝尔奈属于鲁昂学区。截止2019年1月1日，贝尔奈境内共有4所幼儿园、5所小学、3所初级中学、3所普通高中、1所农业高中和1所职业高中。2018至2019学年度，贝尔奈境内共有在校中等教育阶段学生2,756名。

### 医疗
截止2019年1月1日，贝尔奈境内共有全科医生14名、保健师8名、牙医8名、护士13名、耳科医生2名、眼科医生4名、皮肤科医生1名、助产士4名和儿科医生1名。境内共有药房4家、养老院2家、残疾人帮扶中心2家。
贝尔奈中心医院（Centre Hospitalier de Bernay）是法国的一个区域性医疗机构，其主病区“蒂什韦尔的安娜中心医院”（Centre Hospitalier Anne de Ticheville）位于贝尔奈市区，设有床位104个，是当地规模最大的公立综合性医院。

### 住房
2017年，贝尔奈境内共有各类住房6,022套，其中52.6%为独立式居民区，45.5%为集中式居民区。常住房屋占贝尔奈市镇范围内居民建筑总量的88.1%。
在住房保障政策方面，2017年，贝尔奈境内共有1,673户家庭获得了住房经济补助，受益人数占总人口数量的16.6%，其中1,642份为房租补助。

### 商业
2019年，贝尔奈境内共有各类实体商铺376家，其中餐厅51家、大型超市8家、杂货店7家、面包房12家、肉铺7家、书店5家、装饰品店5家、银行门店12家、美容美发店24家、汽车维修店24家。市区西南部建有大型开放式商业街区。

### 体育
2019年，贝尔奈境内共有1家游泳池、3间体育馆、2座综合体育场、11处网球场、3处足球或橄榄球场、4处篮球或排球场以及1处高尔夫球场。
贝尔奈体育俱乐部（SC Bernay）是当地的一支足球队，2020至2021赛季参加诺曼底大区足球联赛。

### 环境
贝尔奈的环境事务由其所属的公共社区负责。2019年，贝尔奈境内共有1家污染企业。

### 治安
2019年，贝尔奈市镇范围内共有1处派出所和1处宪兵队。
2014年，贝尔奈及附近地区共发生各类案件1,853起，其中盗窃类案件1,165起，经济类案件170起，毒品交易类案件90起。

## 文化
2019年，贝尔奈境内共有1家电影院、1家博物馆和1家音乐厅。贝尔奈市政府提供多媒体中心，向公众全年开放。

### 建筑
贝尔奈境内有多处法国国家文物保护单位，其中圣母修道院、缝纫圣母大教堂等为当地的代表性建筑物。

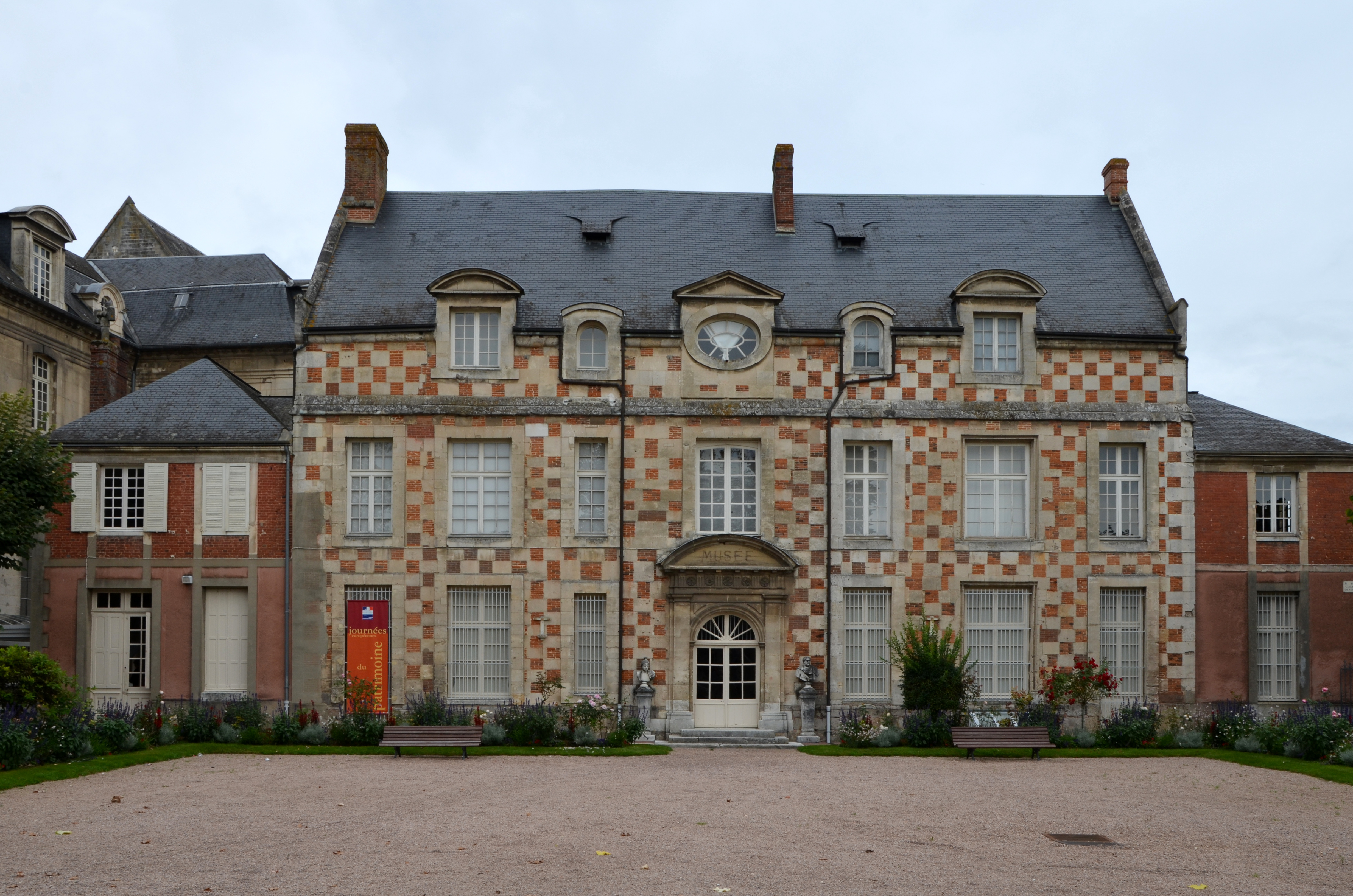
圣母修道院（法语：Abbaye Notre-Dame de Bernay）
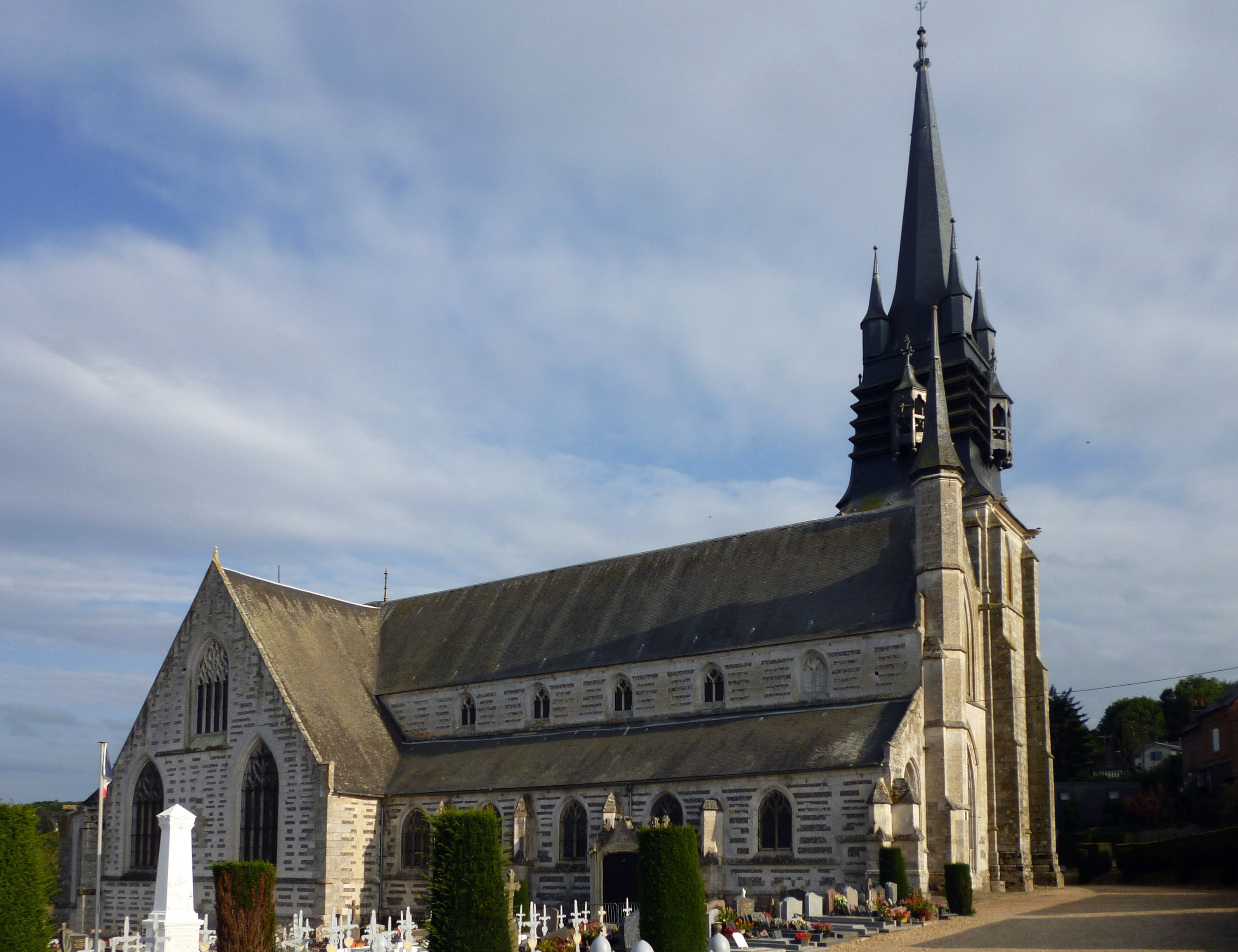
缝纫圣母大教堂（法语：Basilique Notre-Dame-de-la-Couture de Bernay）
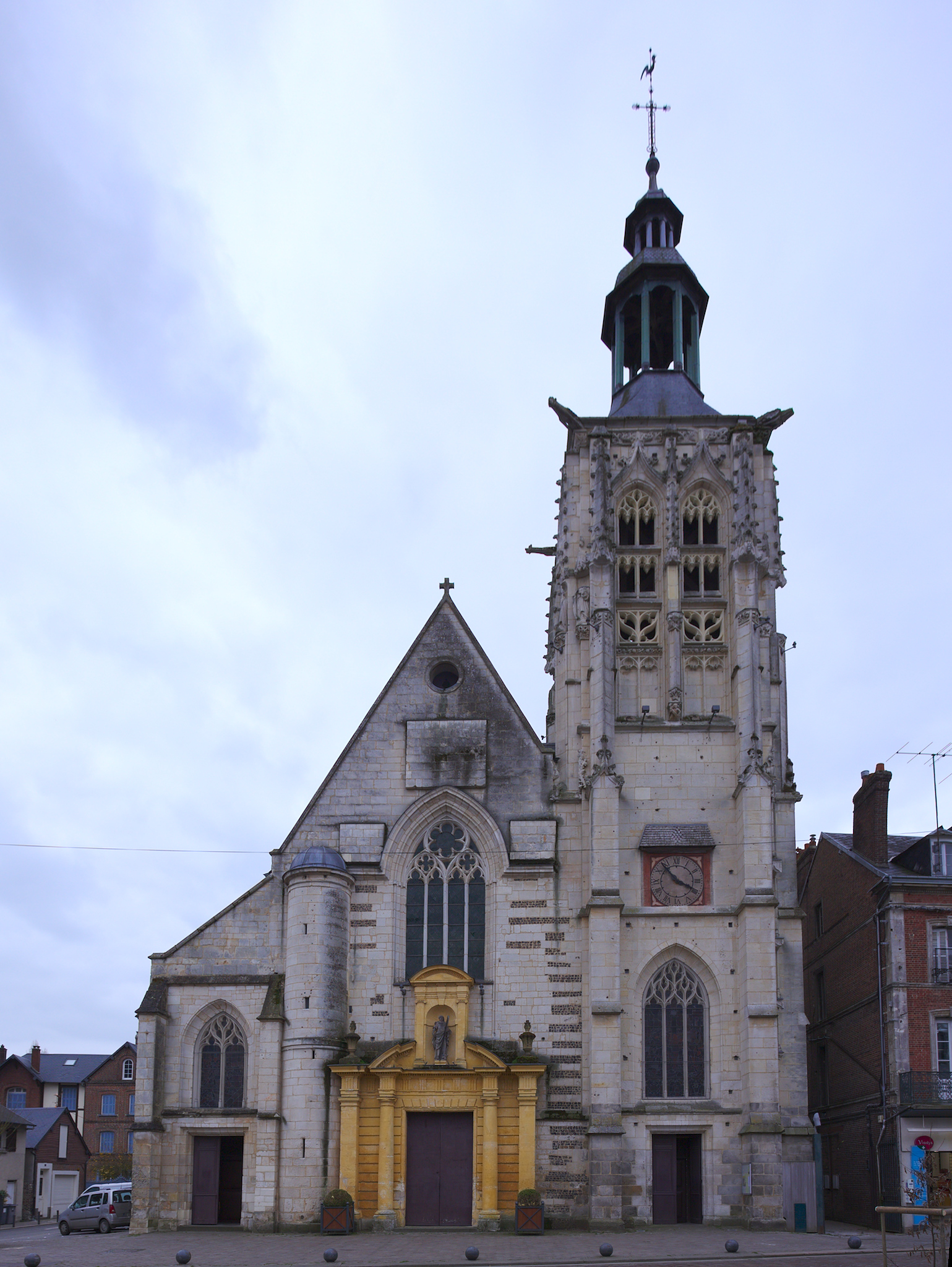
圣十字教堂（法语：Église Sainte-Croix de Bernay）
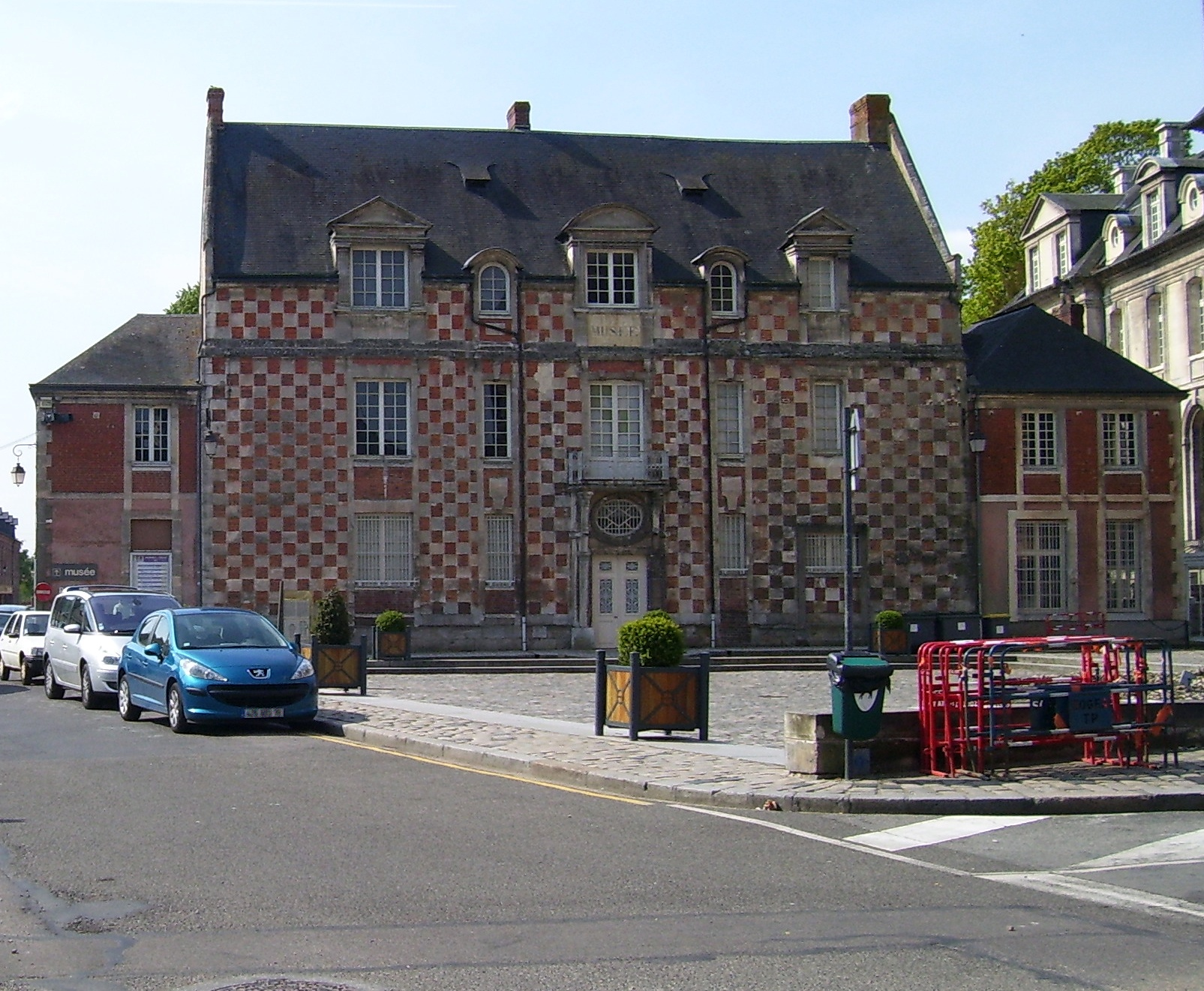
美术博物馆（法语：Musée des Beaux-Arts de Bernay）
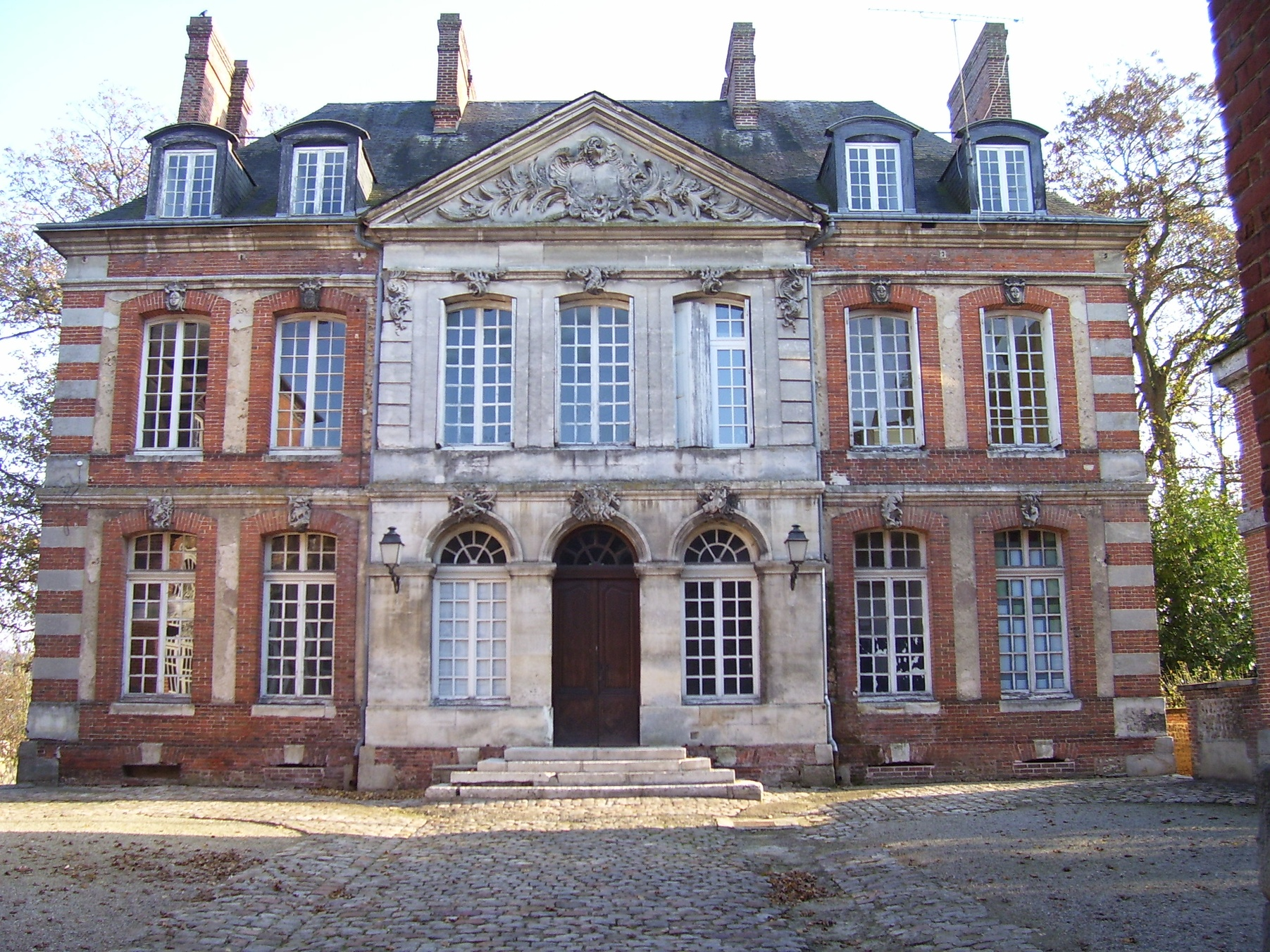
盐税大楼
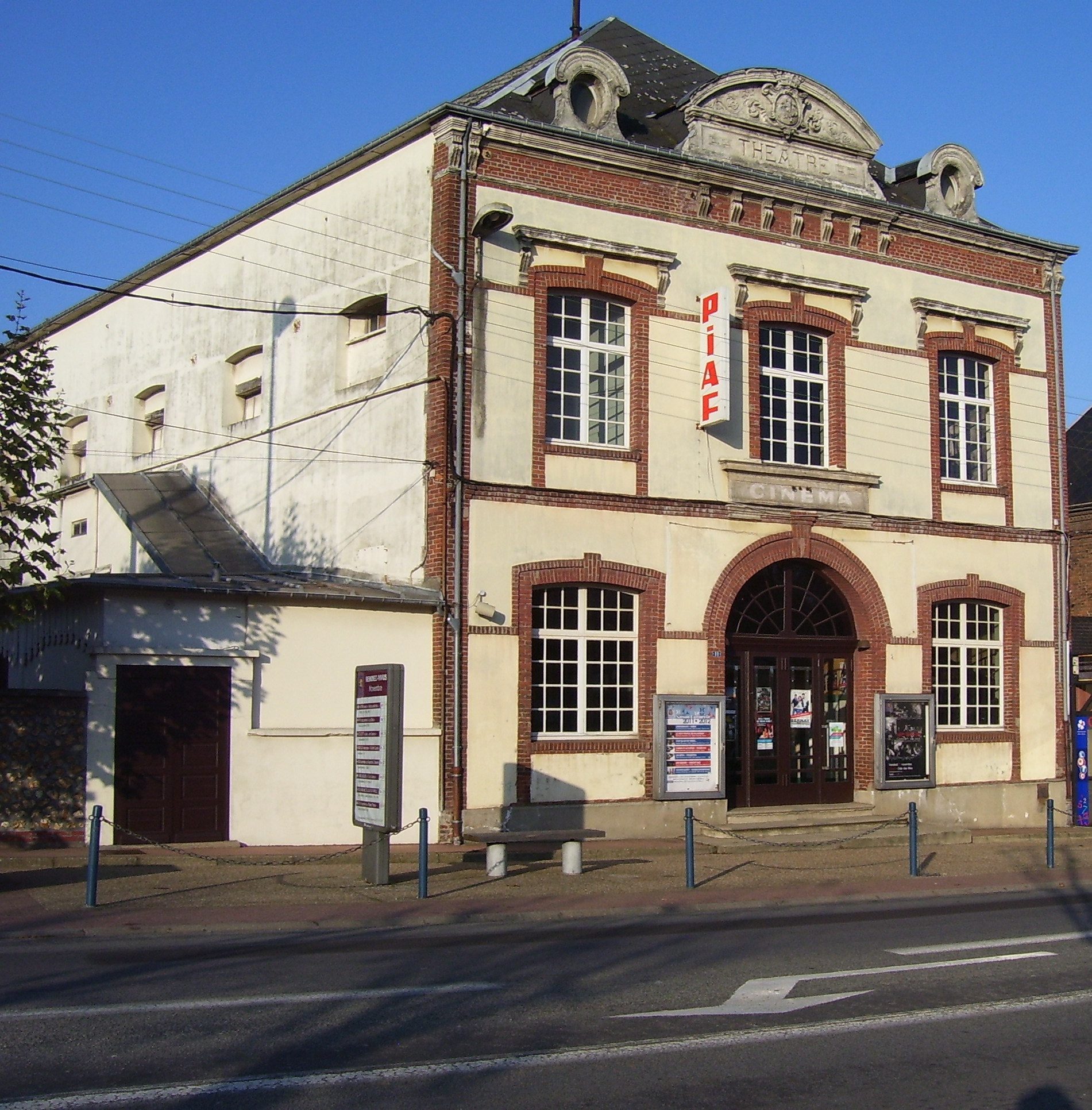
剧场

### 旅游
贝尔奈的旅游事务由其所属的公共社区负责。2020年，贝尔奈境内共有2家宾馆共计73间房间；另有1个露营地，可容纳共50辆露营车。

### 媒体
法国主要的媒体均可在贝尔奈接收，法国电视三台下属的诺曼底大区频道在部分时段播出贝尔奈所属区域的地方新闻。

## 相关人物
法国地质学家奥古斯特·勒普雷沃、政治家让-巴蒂斯特·罗贝尔·兰代、足球运动员克里斯托夫·科卡德和罗米阿尔德·博科出生于贝尔奈。
法国女歌手艾迪特·皮雅芙曾在贝尔奈度过其童年。

## 友好城市
截至2021年3月，贝尔奈共与四座城市互为友好城市关系：
- 德国 克洛彭堡
- 英格兰 哈斯爾米爾
- 美国 詹宁斯
- 美国 卡纳尔温彻斯特（法语：Canal Winchester, Ohio）